# جان دیویی

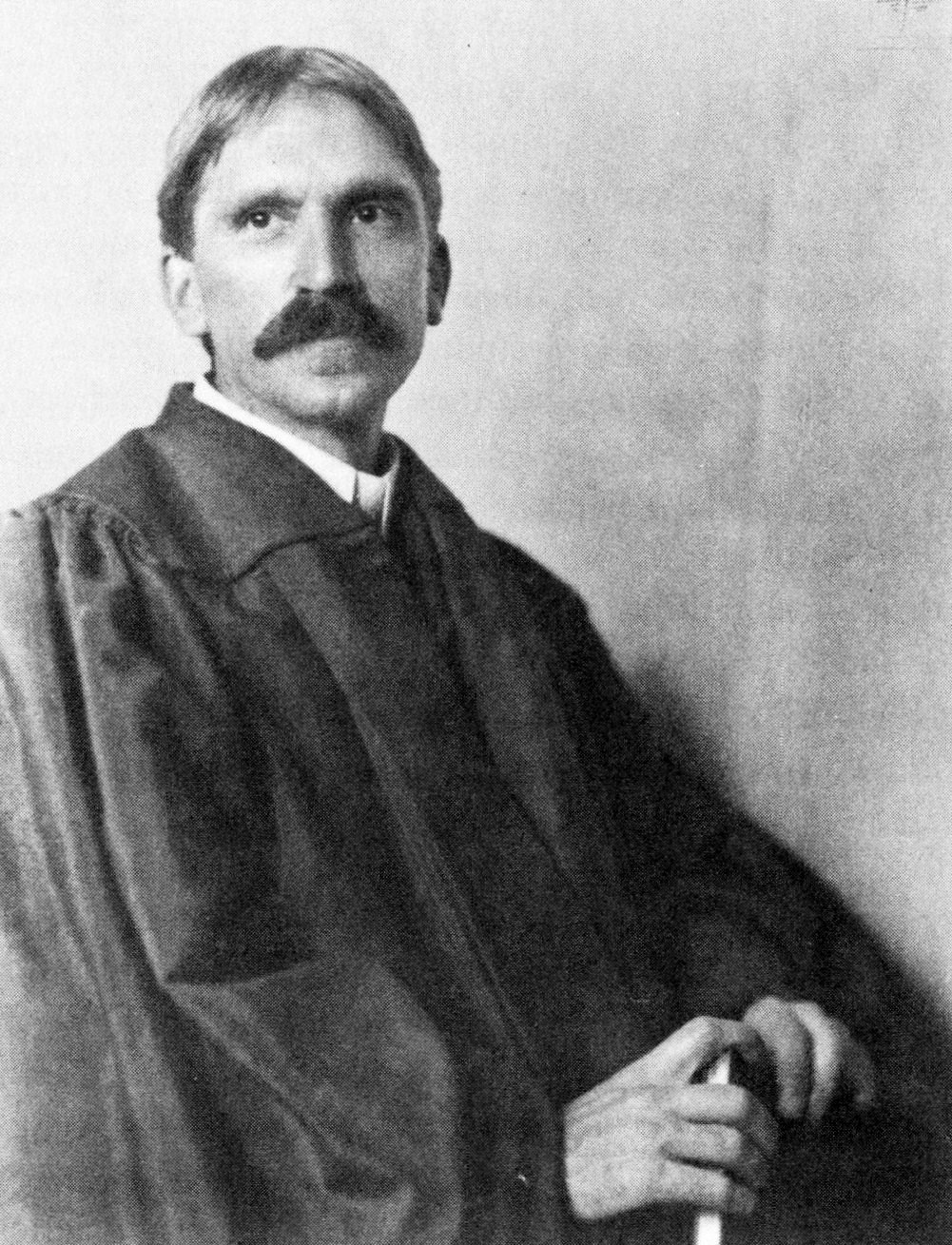
دیویی در ۱۹۰۲

جان دیویی (به انگلیسی: John Dewey) (زادهٔ ۲۰ اکتبر ۱۸۵۹ – درگذشتهٔ ۱ ژوئن ۱۹۵۲) یکی از معروف‌ترین فیلسوفان آمریکایی قرن بیستم و از پیشتازان عمل‌گرایی (پراگماتیسم) بود که آرای انقلابی‌اش در باب سرشت فلسفه، آموزش، جامعه و سیاست بحث‌های فراوانی را به وجود آورد. او را به‌عنوان پدر مدارس نوین در ایالات متحدهٔ آمریکا می‌شناسند.

## زندگی
جان دیویی در روز بیستم اکتبر سال ۱۸۵۹ میلادی در شهر برلینگتون در ورمانت آمریکا زاده شد. او بیست سال ابتدایی زندگی‌اش را در روستا گذراند و تحصیلات مقدماتی خود را در همان‌جا به پایان برد. او پس آن وارد دانشگاه جانز هاپکینز شد و در کنار تحصیل در رشتهٔ فلسفه به شغل آموزگاری در مدرسه نیز مشغول بود.
دانشگاه جان هاپکینز تا زمان دانش‌آموختگیِ او تحت سرپرستی جرج اس موریس بود که گرایش‌های آرمانگرایی داشت و توانسته بود ذهن دیویی را با اندوخته‌های خود در این خصوص مشغول کند. دیویی جان هاپکینز را به‌قصد تصاحب یک منصب پیشنهادی به‌سوی دانشگاه میشیگان ترک گفت.
اولین فعالیت جدی دیویی در فلسفه تلاشی بود که در خصوص ترکیب شیوهٔ در حال پیدایش روان‌شناسی تجربی با پایه‌های اصلی آرمانگرایی موریس صورت داد.
دیویی طی دههٔ ۱۸۹۰ به‌ویژه بعد از حضورش در دانشگاه تازه تأسیس شیکاگو، ایلینوی در سال ۱۸۹۴، در آغار راهی قرار گرفت که شروعش منجر به فاصله گرفتن او از مابعدالطبیعه آرمانگرایی شد روندی که دیویی در زندگینامه خود با نام «استبدادگرایی تا تجربه گرایی» به آن اشاره داشته است. دیویی با تأثیر بسیار از «اصول روان‌شناسی» ویلیام جیمز، به رد ادعای آرمانگراها پرداخت که در آن با مطالعه پدیده‌های تجربی، دنیا را ذهن انسان می‌دانستند.
مشاجره با رئیس دانشگاه شیکاگو، دیویی را در سال ۱۹۰۴ مجبور به ترک این دانشگاه کرد و پس از آن به تدریس در دانشگاه کلمبیا پرداخت و تا زمان بازنشستگی در این دانشگاه باقی‌ماند.
دیویی در طی این سال‌ها بسیاری از آثار ارزشمند خود را به رشته تألیف درآورد.

## فلسفه
در آخر قرن نوزدهم و اول قرن بیستم چرخشی در اندیشه‌های دیویی رخ می‌دهد که خودش نیز این چرخش را در زندگی‌نامه خودنوشتی، تحت عنوان «از مطلق‌گرایی تا فلسفه آزمایشی» شرح می‌دهد. اندیشه‌های دیویی تحت این چرخش از مطلق‌انگاری هگلی به سمت آزمون‌گرایی که از تأثیرات استانلی هال است و آزمایش، تجربه و کار علمی به معنای امپریسیسم رو می‌گرداند و تغییر لهجه می‌دهد. این چرخش را به صراحت خود دیویی هم بیان می‌کند و از زبان الاهیاتی که پیش از آن مطرح می‌کرد به یک زبان طبیعت‌گرایانه رو می‌کند و چنین چرخشی را در اندیشه خودش ترجمه می‌کند و از آن به بعد از مفاهیم و نظام واژگان جدید استفاده می‌کند.

### عملگرایی
جان دیویی فلسفه را با تمام ماجراهای حیات آدمی همراه می‌دانست. معتقد بود فلسفه یک فعالیت پی‌گیر در پژوهش و جستجویی آرزومندانه است. راه این جستجو راه آرام و مطابق با نقشه‌ای نیست که همه ما در هر وقت قادر به طی آن باشیم، زیرا در دنیایی که دایماً در تغییر و دگرگونی است، اندیشه‌ها مدام در تغییر هستند. اصطلاح «تغییر و دگرگونی» یکی از کلیدهای فلسفه دیویی است.
هدف دیویی این بود که فلسفه را به صورت یک علم درآورد. «بحث نکن! به فکر چاره‌ای باش» خلاصه فلسفه دیویی است. فلسفه عملی برای شرکت در کارهای دلیرانه و آزمایش‌های بزرگ است.

### فلسفه سیاسی
برخی بر این اعتقادند که دیویی پیشگام دغدغه‌های مربوط به ارتباط میان مکتب فردگرایی لیبرال و فضای اجتماعی است که در آن فرد مورد توجه است. در حقیقت گاهی دیوئی نه به‌عنوان جلودار بودن رورتی بلکه به‌عنوان یک نویسنده مانند چارلز تیلور، فیلسوف کانادایی، مطرح است که تمایل دارد میان دکترینی از خود یا سرشت اجتماع‌گرا با شکلی خودآگاه از لیبرالیسم از نظر تاریخی و فرهنگی، ارتباط برقرار کند. دیوئی را به‌عنوان منبعی الهام بخش برای مللی می‌دانند که در آن‌ها دمکراسی مشارکتی و مشورتی رونق دارد و گاهی او را پیش رو فیلسوف و نظریه‌پرداز آلمانی یورگن هابرماس می‌دانند.

### دربارهٔ آموزش
تئوری‌های آموزشی دیویی در کتاب‌های «عقاید آموزشی من» (۱۸۹۷)، «مدرسه و جامعه» (۱۹۰۰)، «کودک و برنامه آموزشی» (۱۹۰۲)، «دموکراسی و آموزش» (۱۹۱۶) و «تجربه و آموزش» (۱۹۳۸) معرفی شده. دیویی پیوسته نشان می‌دهد که آموزش و یادگیری فرایندهای اجتماعی هستند و در نتیجه مدرسه خود یک مؤسسه اجتماعی است که در آن اصلاح اجتماعی می‌تواند و باید شکل بگیرد. به‌علاوه، او باور داشت که دانش‌آموزان در یک محیط آموزشی که به آن‌ها اجازهٔ تجربه و رابطهٔ متقابل با برنامهٔ درسی را می‌دهد می‌بالند و همهٔ دانش‌آموزان باید امکان دخالت و همکاری در یادگیری خود را داشته باشند.
ایده‌های دموکراسی و اصلاح اجتماعی پیوسته در نوشته‌های دیویی پیرامون آموزش مطرح می‌شوند. او استدلال قوی برای اهمیت آموزش نه فقط به‌عنوان فضایی برای کسب دانش موضوعی، بلکه به‌عنوان فضایی برای یادگیری زندگی ارائه می‌کند. از این دیدگاه، هدف آموزش نباید صرفاً کسب یک سری مهارت‌های ازپیش‌تعیین‌شده، که باید تحقق کامل قابلیت‌های فرد و کسب توانایی برای استفاده از آن مهارت‌ها برای منفعت جمعی باشد. او می‌گوید: «آماده کردن کودک برای زندگی آینده یعنی او را مسئول خود کردن و طوری تعلیمش دادن که بتواند آمادهٔ استفادهٔ کامل از تمام قابلیت‌هایش باشد.» (۱۸۹۷و ص. ۶) علاوه‌بر کمک به دانش‌آموزان برای تحقق کامل قابلیت‌هایشان، دیویی اذعان می‌کند که مدارس و آموزش در ایجاد اصلاح و تغییر اجتماعی مؤثرند. او می‌گوید:
آموزش یک روش قانونمند کردن فرایند شریک شدن در آگاهی اجتماعی است و تطبیق فعالیت‌های فردی بر مبنای این آگاهی اجتماعی تنها راه بازسازی اجتماعی است (۱۸۹۷و ص. ۱۶) .
علاوه بر ایده‌هایش در مورد اینکه آموزش چیست و چه تأثیراتی باید بر جامعه داشته باشد، دیوی عقاید دقیقی هم در مورد نحوه پیاده‌سازی آموزش در کلاس درس داشت. در کتاب کودک و برنامه درسی (۱۹۰۲)، دیویی دو طریقه فکری اصلی و متعارض در مورد آموزش را به بحث می‌گذارد. طریقه اول بر مبنای برنامه درسی است و تمرکزش تقریباً به‌طور کامل روی موضوع درسی است که قرار است آموزش داده شود. دیویی معتقد است که ایراد اساسی این روش عدم فعالیت دانش‌آموزان است. در این چهارچوب به‌خصوص، «کودک صرفاً یک موجود ناپخته است که باید پخته شود، او یک موجود سطحی است که باید عمق پیدا کند»(۱۹۰۲، ص. ۱۳). او معتقد است که برای مؤثرترین آموزش، مطالب باید طوری ارائه شوند که دانش‌آموزان بتوانند بین اطلاعات و تجربه‌های قبلی خودشان ارتباط برقرار کنند و در نتیجه ارتباطشان با دانش جدید عمیق شود.
همزمان دیویی نسبت به زیاده‌روی‌های آموزشگران معتقد به کودک‌محوری که ادعا می‌کردند دنبال کنندگان راه او هستند بدبین بود و معتقد بود که اتکا زیاد روی کودک می‌تواند همانقدر برای فرایند یادگیری مضر باشد. به نظر او ایراد بالقوه این روش فکری این بود که اهمیت مطالب درسی و همچنین معلم را نادیده می‌گرفت.
برای حل این معضل، دیویی از ساختار آموزشی دفاع می‌کرد که تعادلی میان ارائه دانش و علاقه‌مندی‌ها و تجربیات کودک برقرار کند. او معتقد بود «کودک و برنامه درسی دو حدی هستند که یه فرایند واحد را تعریف می‌کنند. همان‌طور که دو نقطه یک خط راست را. در نتیجه موقعیت کنونی کودک و حقایق و واقعیت‌های علمی تدریس را تعریف می‌کنند.»(۱۹۰۲، ص. ۱۶) بر اساس این استدلال دیویی یکی از معروف‌ترین طرفداران یادگیری در عمل یا آموزش تجربی، که مرتبط با و نه هم‌معنی یادگیری تجربی است، شد. او ادعا می‌کرد که «دانش از تأثیراتی که اجسام طبیعی روی ما می‌گذارند به دست می‌آید، در نتیجه دستیابی به دانش بدون استفاده از این اجسام تأثیر گذار غیرممکن است»(۱۹۱۶/۲۰۰۹، ص ۲۱۷–۲۱۸). نظریات دیویی خیلی از الگوهای تجربی تأثیرگذار و طرفداران آن‌ها را تحت تأثیر قرار داد. خیلی از محققان حتی اعتبار یادگیری پروژه محور را که دانش آموز را در نقش یک محقق فعال قرار می‌دهد به او می‌دهند.
دیویی تصویری جدید نه فقط از آنچه در فرایند یادگیری باید اتفاق بیفتد که از نقشی که معلم در این فرایند باید به‌عهده بگیرد ارائه کرد. به نظر او، معلم نباید کسی باشد که در جلوی کلاس می‌ایستد و تکه‌های اطلاعات را پخش می‌کند که دانش‌آموزان منفعل آن‌ها را جذب کنند؛ بلکه معلم باید نقش راهنما و پیش‌برنده را به‌عهده بگیرد. آنطور که دیویی (۱۸۹۷) توضیح می‌دهد:
حضور معلم در مدرسه برای تحمیل کردن ایده‌های مشخص یا ایجاد عادت‌های به‌خصوص درکودک نیست بلکه برای این است که به‌عنوان یک عضو اجتماع تأثیراتی را که کودک تجربه می‌کند انتخاب می‌کند و به او کمک می‌کند که به نحو مناسب به آنها پاسخ دهد(ص. ۹)
در نتیجه معلم تبدیل به همراهی در فرایند یادگیری می‌شود که دانش‌آموزان را راهنمایی می‌کند تا بتوانند مستقلاً مفاهیم هر مبحث را کشف کنند. این فلسفه تبدیل به ایده‌ای بسیار محبوب و پرطرفدار در برنامه‌های تربیت‌معلم امروزی شده.
«ژان دیوئی» یکی از نظریه‌پردازان در زمینه تعلیم و تربیت است که با اتکا به فلسفهٔ عمل‌گرایی، مدارس مترقی آینده را واجد ویژگی‌های خاص و متفاوت با مدارس زمان خود می‌داند. در نظر وی مدارس فردا محیط‌هایی فعال هستند که در آن هر روز شاگردان با تعدادی معلمان در فعالیت‌های گوناگون شرکت دارند، فعالیت‌هایی که الزاماً آکادمیک نخواهند بود و بدین ترتیب «زندگی غیررسمی و سودمند» جایگزین «آموزش و پرورش متحجر و انعطاف‌ناپذیر سنتی می‌شود»

## آثار
- تجربه و طبیعت، ترجمه یاسر پوراسماعیل، نشر بیدگل، ۱۴۰۲
- هنر به منزلهٔ تجربه، ترجمه مسعود علیا، نشر ققنوس، ۱۳۹۱
- لیبرالیسم و عمل اجتماعی، ترجمه رضا یعقوبی، نشر کرگدن، ۱۴۰۲
- آزادی و فرهنگ، ترجمه رضا یعقوبی، نشر کرگدن، 1403
- طرح یک نظریه انتقادی در اخلاق (۱۸۸۱).
- عقاید آموزشی من (۱۸۹۷).
- مدرسه و اجتماع (۱۹۰۰).
- کودک و برنامه آموزشی (۱۹۰۲).
- مطالعاتی در نظریه منطقی (۱۹۰۳). در این کتاب دیویی به دین خود نسبت به ویلیام جیمز اعتراف کرده است.
- رغبت و کوشش در تعلیم و تربیت (۱۹۱۳)
- فلسفه و سیاست آلمان (۱۹۱۵)
- دموکراسی و تعلیم و تربیت (۱۹۱۶)
- بازسازی در فلسفه (۱۹۲۰)
- تجربه و طبیعت (۱۹۲۵)
- اجتماع و مشکلات آن (۱۹۲۷)
- در جستجوی یقین (۱۹۲۹)
- فلسفه اصالت فرد، قدیم و جدید (۱۹۳۰)
- هنر به منزلهٔ تجربه (۱۹۳۱)
- تجربه و آموزش (۱۹۳۸).
- منطق: نظریه تحقیق (۱۹۳۸). این آخرین کتاب را جان دیویی در ۷۹ سالگی نوشت. عده‌ای این کتاب را بزرگ‌ترین اثر او می‌دانند.[۷]